# Шамбав
Шамбав (фр. Chambave) — муніципалітет в Італії, у регіоні Валле-д'Аоста.
Шамбав розташований на відстані близько 590 км на північний захід від Рима, 18 км на схід від Аости.
Населення — 927 осіб (2014).
Щорічний фестиваль відбувається 10 серпня. Покровитель — Святий Лаврентій.

## Демографія
Населення за роками:

Станом на 1 січня 2023 року в муніципалітеті офіційно проживало 45 іноземців з 15 країн, серед них 8 громадян країн Євросоюзу та 9 громадян України.

## Сусідні муніципалітети
- Шамдепра
- Феніс
- Понте
- Сен-Дені
- Веррей